# Silang (Cavite)
Silang (offiziell: Municipality of Silang; Filipino: Bayan ng Silang) ist eine philippinische Stadtgemeinde in der Provinz Cavite. Sie hat 248.085 Einwohner (Zensus 1. August 2015). Silang liegt im Osten von Cavite. In der Gemeinde befindet sich das Far Eastern College Silang der Far Eastern University.

## Baranggays
Silang ist politisch in 67 Baranggays unterteilt.
| - Adlas - Balite I - Balite II - Balubad - Batas - Biga I - Biluso - Buho - Bucal - Bulihan - Cabangaan - Carmen - Hukay - Iba - Inchican - Kalubkob - Kaong - Lalaan I - Lalaan II - Litlit - Lucsuhin - Lumil | - Maguyam - Malabag - Mataas Na Burol - Munting Ilog - Paligawan - Pasong Langka - Barangay I (Pob.) - Barangay II (Pob.) - Barangay III (Pob.) - Barangay IV (Pob.) - Barangay V (Pob.) - Pooc I - Pulong Bunga - Pulong Saging - Puting Kahoy - Sabutan - San Miguel I - San Vicente I - Santol - Tartaria - Tibig | - Tubuan I - Ulat - Acacia - Anahaw I - Ipil I - Narra I - Yakal - Anahaw II - Banaba - Biga II - Hoyo - Ipil II - Malaking Tatyao - Narra II - Narra III - Pooc II - San Miguel II - Karen's Village - Ron's City - San Vicente II - Toledo - Tubuan II - Tubuan III |

## High Schools, Colleges und Universitäten
| - Adventist University of the Philippines - Adventist International Institute of Advanced Studies - Cavite State University - Silang Branch - Imus Computer College - Silang Branch - Rogationist Technical College |